# Blake Griffin
Blake Austin Griffin, född 16 mars 1989 i Oklahoma City i Oklahoma, är en amerikansk före detta basketspelare som spelade för Boston Celtics  i NBA.
Det var tänkt att Griffin skulle debutera i NBA under säsongen 09/10. Så blev det dock inte på grund av en skada. Därför spelade Griffin sin rookie-säsong säsongen 10/11 istället. Efter säsongen 2010/2011 blev Blake Griffin utnämnd till NBA Rookie of the Year.